# Memórias de um Gigolô (minissérie)
Memórias de um Gigolô é uma minissérie brasileira produzida e exibida pela TV Globo de 14 de julho a 8 de agosto de 1986, em 20 capítulos.
Escrita por Walter George Durst e Marcos Rey, é livremente inspirada no romance homônimo de Marcos Rey, e contou com a direção geral de Walter Avancini.
Teve Lauro Corona, Bruna Lombardi e Ney Latorraca nos papéis principais.

## Sinopse
Relata as memórias de Mariano, um aprendiz de gigolô criado por uma cafetina, Madame Yara, e que se apaixona loucamente por Lu, uma prostituta que é protegida de Esmeraldo, cafetão profissional. Está armado o triângulo amoroso, que gera grandes confusões: Mariano ama Lu, que ama Esmeraldo, que ama Lu, que também ama Mariano.
A história se passa no auge do ciclo do café em São Paulo dos anos 20 e retrata uma sucessão sem fim de golpes e malandragens aplicadas pelos dois protagonistas para seduzir sua amada, que por não conseguir se decidir, troca entre os dois amantes constantemente.

## Elenco
| Interprete          | Personagem          |
| ------------------- | ------------------- |
| Lauro Corona        | Mariano             |
| Bruna Lombardi      | Lu                  |
| Ney Latorraca       | Esmeraldo           |
| Elke Maravilha      | Madame Yara         |
| Zilka Salaberry     | Bianca Perla        |
| Ida Gomes           | Zizi de La Rocha    |
| Selma Egrei         | Valentina           |
| Nicole Puzzi        | Francesa            |
| Oberdan Júnior      | Mariano (criança)   |
| Zé Trindade         | Buster Keaton       |
| Luiz Guilherme      | Nicola              |
| Silveirinha         | Gu                  |
| Marco Antônio Pâmio | Silva               |
| Renato Coutinho     | Baron               |
| Riva Nimitz         | Madame Janete       |
| Lutero Luiz         | Lucas               |
| Walter Forster      | Valentino           |
| Castro Gonzaga      | Botelho             |
| Serafim Gonzalez    | Dr. Franco          |
| Lolita Rodrigues    | Antonieta           |
| Arlete Salles       | Ester               |
| Ileana Kwasinski    | Alaíde              |
| Umberto Magnani     | Bezerra             |
| Cidinha Milan       | Diva                |
| Wilma de Aguiar     | Dona Leda           |
| Linda Gay           | Dona Formosinha     |
| Carla Daniel        | Aurélia             |
| Annik Malvil        | Nanete              |
| Newton Prado        | Haroldo             |
| Tim Rescala         | Epitacinho          |
| Bárbara Fazzio      | Dona Lola           |
| Leiloca             | Albina              |
| Daniel Barcellos    | Nicanor             |
| Suzy Arruda         | Lavínia             |
| Bentinho            | Calhau              |
| Tião D'Ávila        | Adolfo              |
| Kenny Castro        | Tereza              |
| Paulo Fortes        | Barelli             |
| Débora Fuchs        | Consuelo            |
| Tereza Mascarenhas  | Simone              |
| Felipe Wagner       | Comandante          |
| Vera Setta          | Julieta             |
| Dênis Derkian       | Tavinho             |
| Cristina Medeiros   | Gaúcha              |
| José Steinberg      | Agostinho           |
| Eduardo Abbas       | Coronel Niquinha    |
| Paulo Guarnieri     | Marino              |
| Glória Rabaça       | Arlete              |
| Abrahão Farc        | Diretor do Presídio |
| Totia Meirelles     |                     |